# Lechquellenrunde

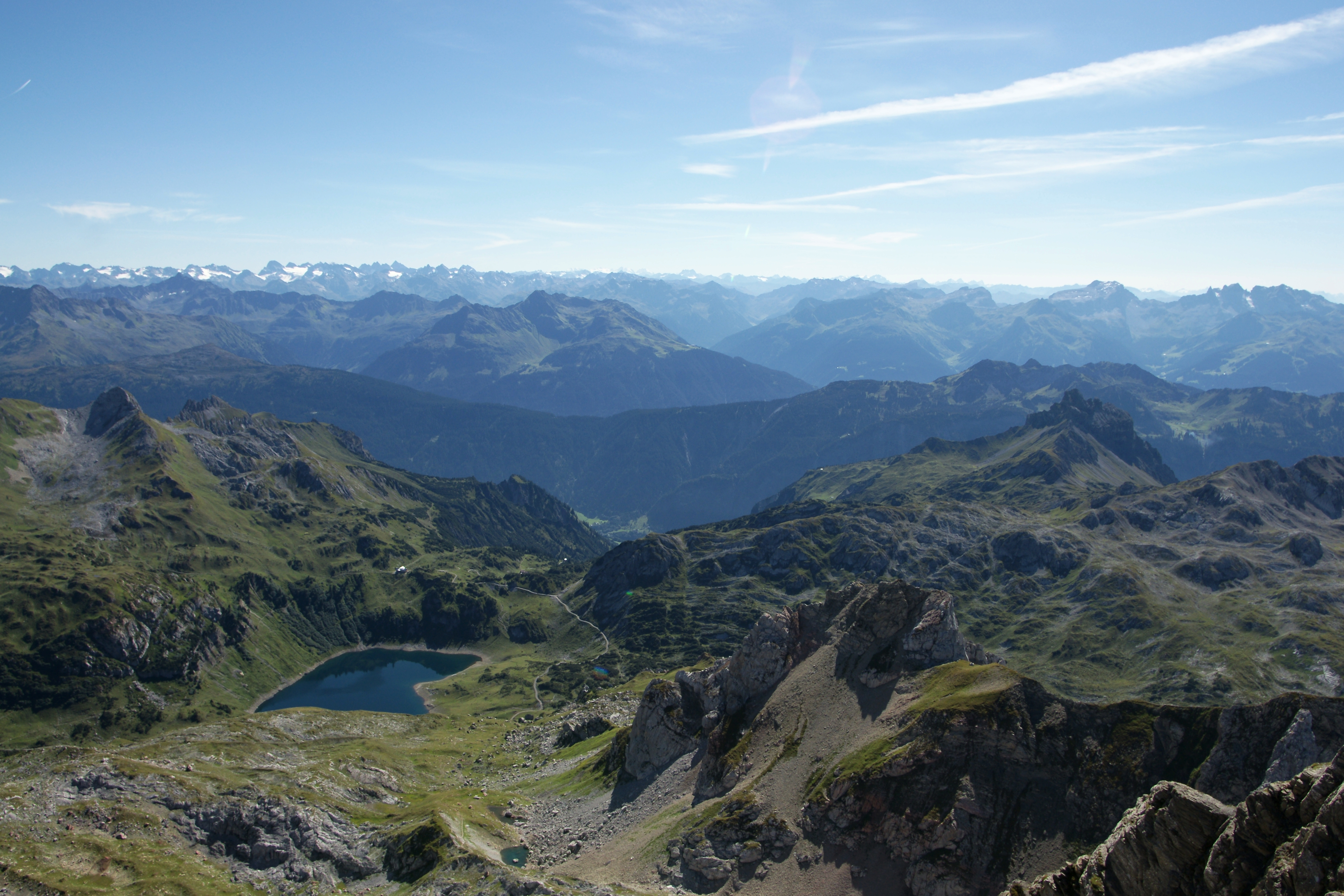
Blick von der Roten Wand nach Süden auf die westlichen Ausläufer des Verwall. Links hinten die Silvretta, am Horizont Bernina und Albula-Alpen. Links vorn Gebiet mit einem Teilstück der Lechquellenrunde.

Die Lechquellenrunde ist eine sechs Etappen umfassende Bergwandertour im Lechquellengebirge im österreichischen Bundesland Vorarlberg und ein kurzes Stück in Tirol. Sie führt über Biberacher, Göppinger, Freiburger, Ravensburger und Stuttgarter Hütte, alle Hütten des Deutschen Alpenvereins. Die Tour setzt Trittsicherheit und Schwindelfreiheit voraus. Sie überquert in der eigentlichen Runde keinen Berggipfel, ihr höchster Punkt ist der Gehrengrat mit 2439 m ü. A. Auf der Tour wird die Europäische Hauptwasserscheide mehrfach überquert. Ein Teilabschnitt der Lechquellenrunde ist eine Variante des Europäischen Fernwanderweges E4.

## Hütten und Wegbeschreibung
Zentrum und in der Regel Ausgangspunkt der Wandertour ist Lech im Vorarlberg. Der empfohlene Einstieg ist jedoch Landsteg (1080 m ü. A.) – an der Bregenzerwaldstraße zwischen Schoppernau und Schröcken gelegen –, wo der Wanderweg direkt an der Bushaltestelle beginnt. Von dort gelangt man in etwa zwei Stunden auf dem Versorgungsweg zur Biberacher Hütte (1846 m ü. A.) am Schadonapass. Alternativ kann von Schröcken (1269 m ü. A.) in vier bis fünf Stunden über die Alpe Felle und das Braunarlfürggele (2145 m ü. A.) zur Hütte gewandert werden. Als Gipfelvariante bietet sich die Hochkünzelspitze (2397 m ü. A.).
Von der Biberacher Hütte führt die Tour entweder in viereinhalb Stunden über die Litehütte, untere und obere Alpschellaalpe und den karstigen Gamsboden oder in fünf Stunden ebenfalls über Litehütte, danach über das Braunarlfürggele und die Braunarlspitze (2649 m ü. A.) und den Theodor-Praßler-Weg zur Göppinger Hütte (2245 m ü. A.). Der Hausberg der Göppinger Hütte ist die Hochlichtspitze (2600 m ü. A.).
Für den Weg von der Göppinger zur Freiburger Hütte (1918 m ü. A.) gibt es zwei Varianten: einmal in fünf Stunden am Östlichen Johanneskopf vorbei, durch die Johanneswanne zum Oberen Johannesjoch und hinab zur Formarinalpe (1871 m ü. A.). Gegenüber der Alpe steht ein Denkmal für die Wiederansiedelung des Steinwildes in den Ostalpen. Dann entweder süd- oder nördlich (Wirtschaftsweg) um den Formarinsee herum zur Freiburger Hütte. Vom südlichen Steig bietet sich eine schöne Aussicht über den Formarinsee zur Roten Wand. Die sogenannte Schlechtwetter-Variante führt in ebenfalls fünf Stunden von der Göppinger Hütte am Propeller-Denkmal vorbei über oberes und unteres Älpele ins Formarintal zur Formarinalpe.
Auf dem Weg von der Freiburger zur Ravensburger Hütte steigt der Weg steil zur Südflanke des Formaletsch an. Anschließend quert man das Steinerne Meer, bevor der Wanderweg über den Gehrengrat zum Dalaaser Schütz sehr steil ansteigt. Von dort steigt man zum Spullersee ab, der entweder über die Nordstaumauer oder den Fahrweg der Ravensburger Hütte südlich des Sees umgangen werden kann. Nach etwa fünf Stunden ist die Ravensburger Hütte erreicht. Als Schlechtwettervariante (dreieinhalb Stunden) bietet sich hier der Abstieg auf dem Fahrweg ins Formarintal an, danach über Tannlägeralpe und Spullertal zum Spullersee. Von der Hütte kann der Spullerschafberg (2679 m ü. A.) bestiegen werden.
Die Stuttgarter Hütte ist mit 2310 m ü. A.die höchstgelegene Hütte der Lechquellenrunde. Sie erreicht man in fünfeinhalb Stunden über das Stierlochjoch, Madlochjoch, den Zürser See (2150 m ü. A.), Abstieg nach Zürs (1717 m ü. A.), Trittalpe (1946 m ü. A.) und Endress-Weg. Etwas leichter, aber mit fünfdreiviertel Stunden länger, ist der Weg über Stierlochjoch, Zug und Lech, von wo aus man mit der Rüfikopf-Seilbahn zum Rüfikopf fahren kann, um über die Rauhekopfscharte zur Stuttgarter Hütte zu gelangen, deren Hüttengipfel die Krabachspitze (2522 m ü. A.) ist.
Von der Stuttgarter Hütte zurück zum Ausgangspunkt in Lech gelangt man entweder mit der Rüfikopfbahn oder in vier Stunden über den Bocksbachsattel (2340 m ü. A.), Friedrich-Mayer-Weg und die Tällialpe.

## Galerie

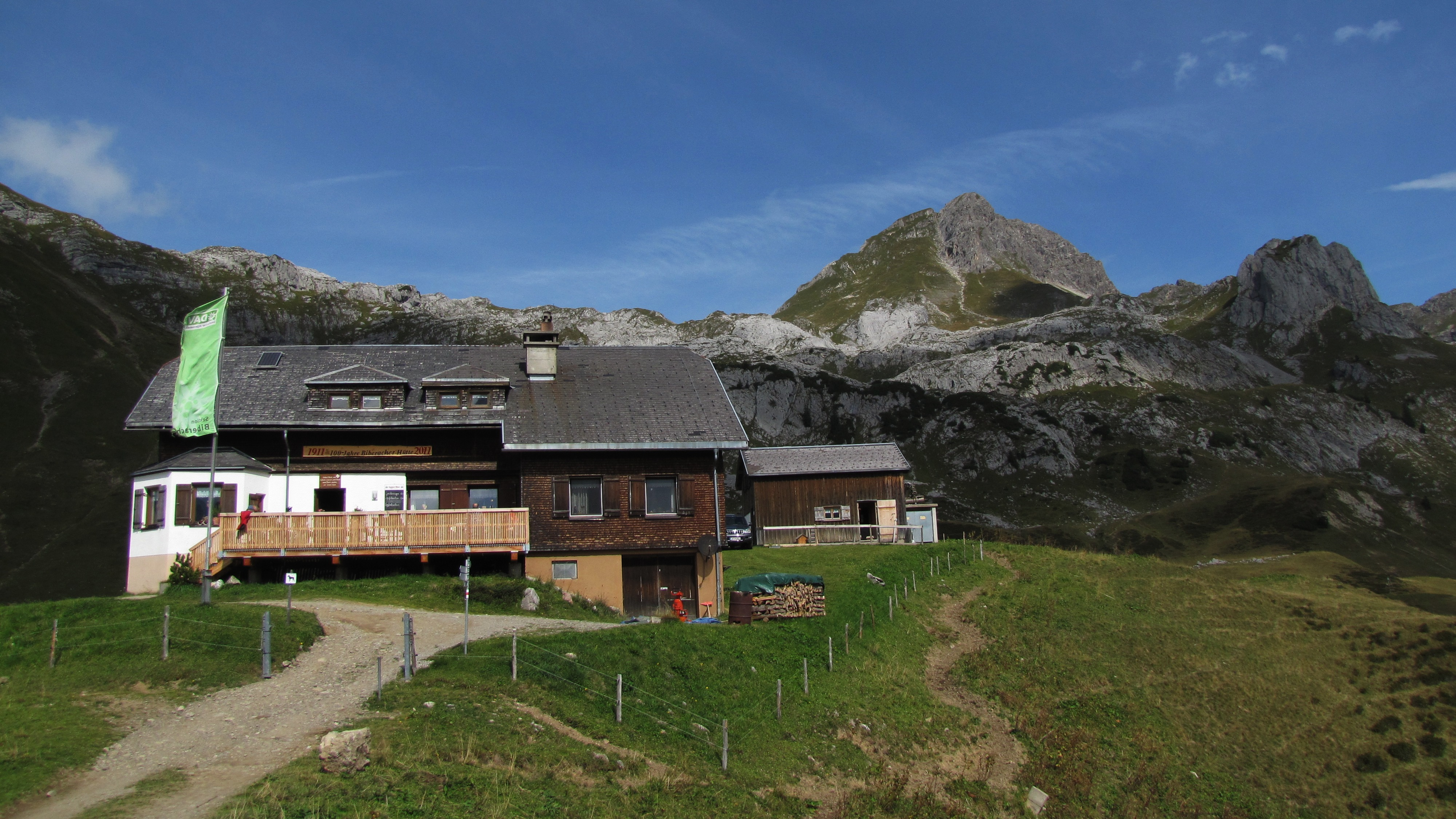
Biberacher Hütte
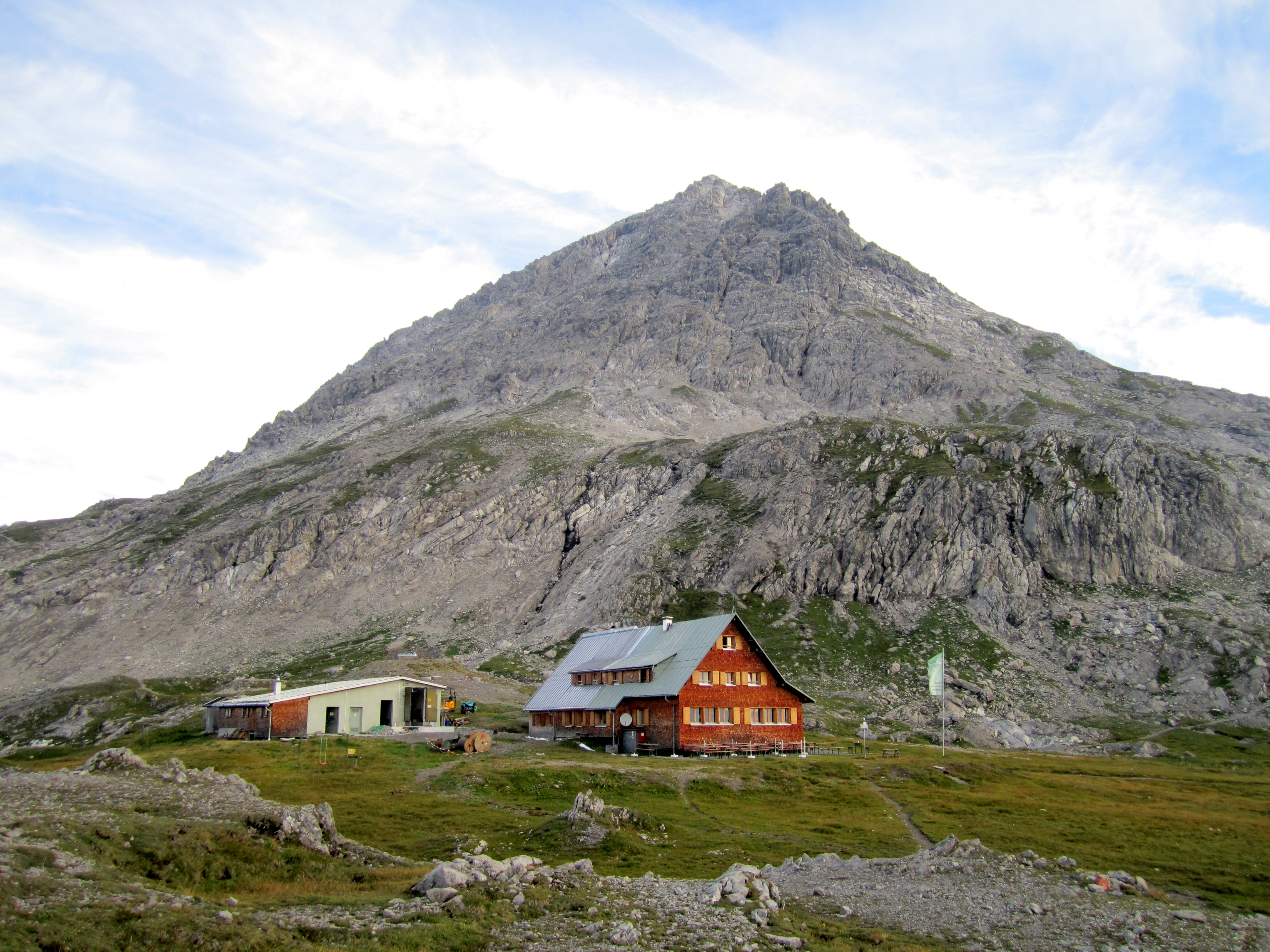
Göppinger Hütte
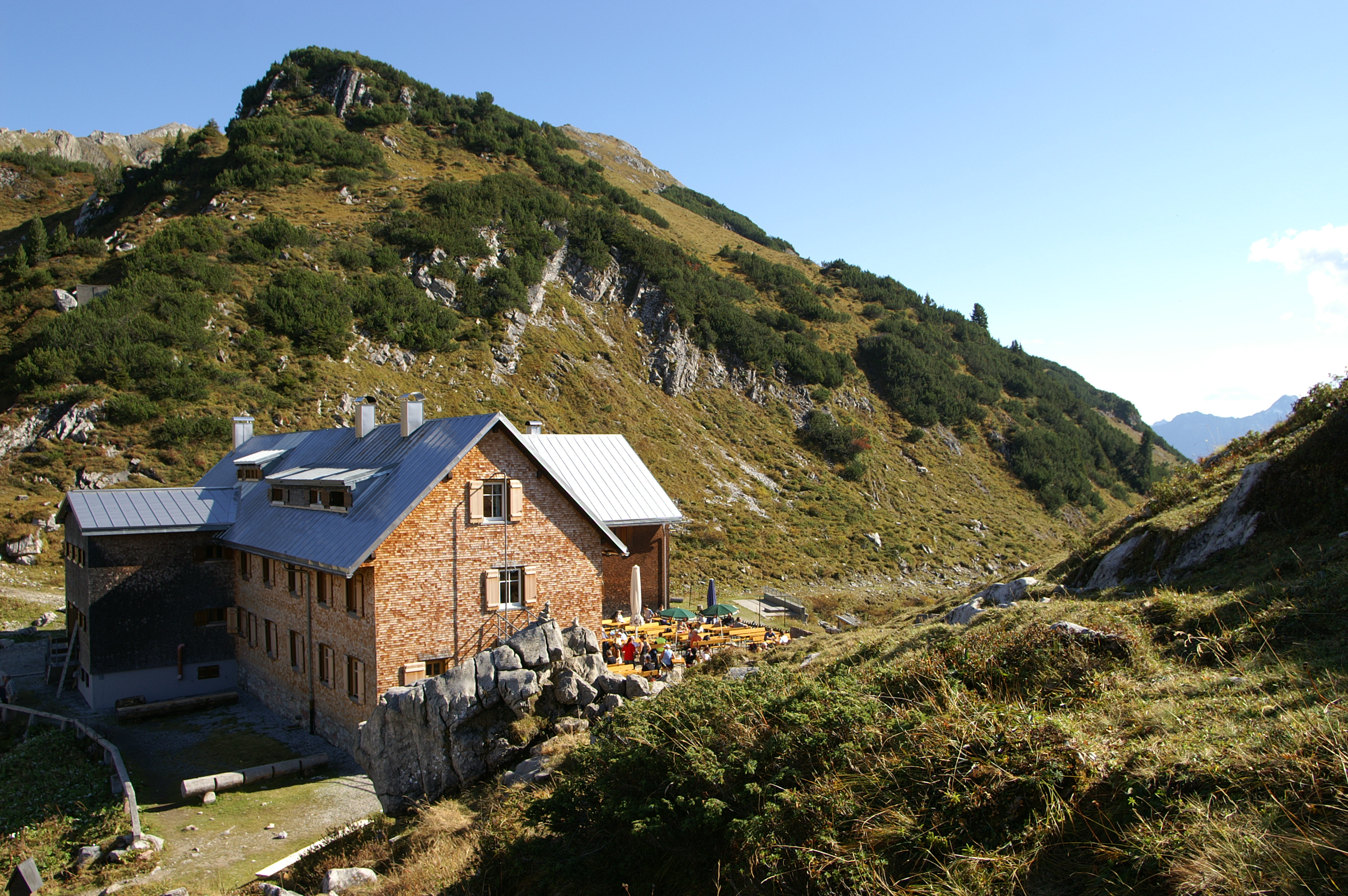
Freiburger Hütte
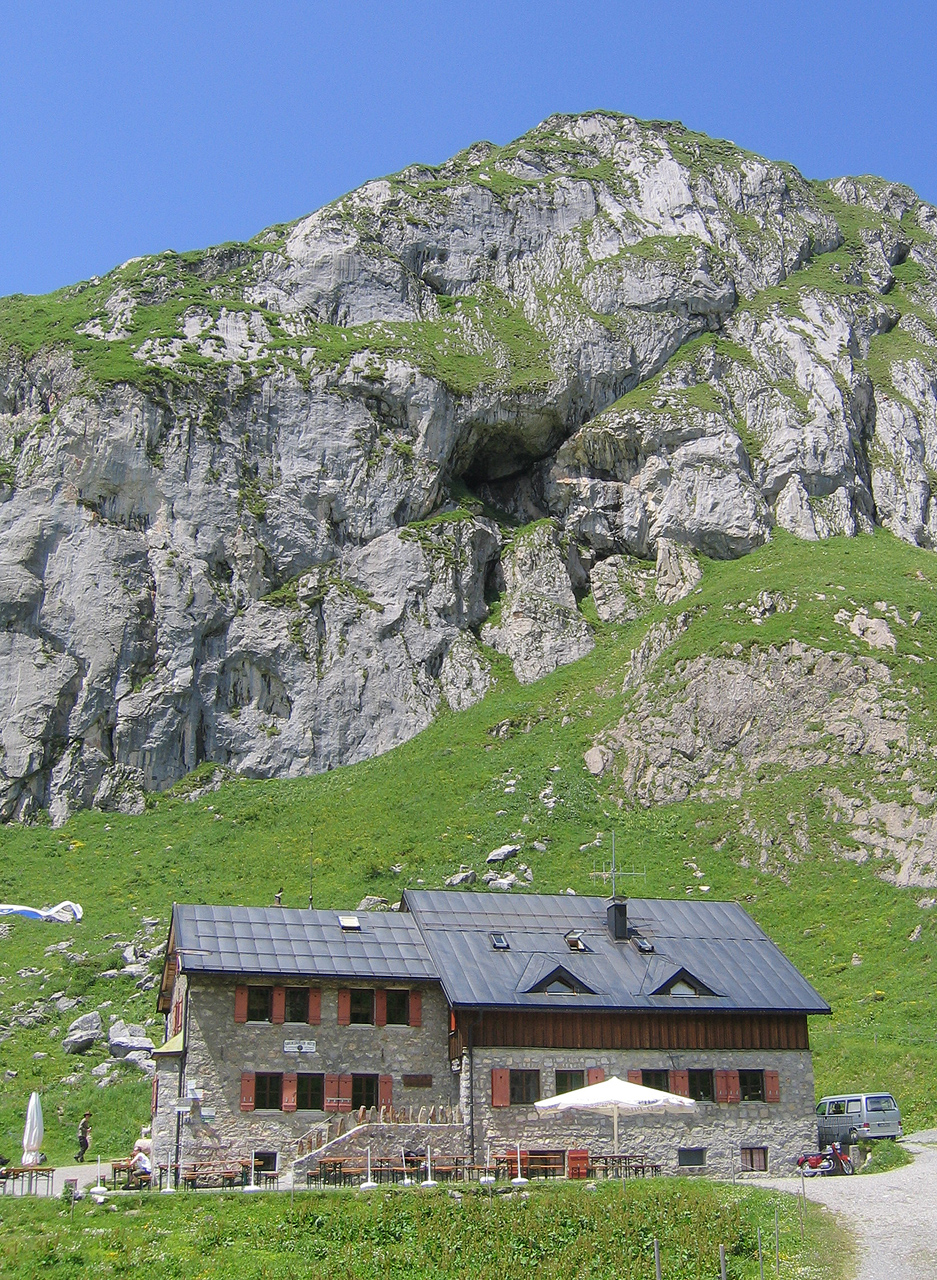
Ravensburger Hütte
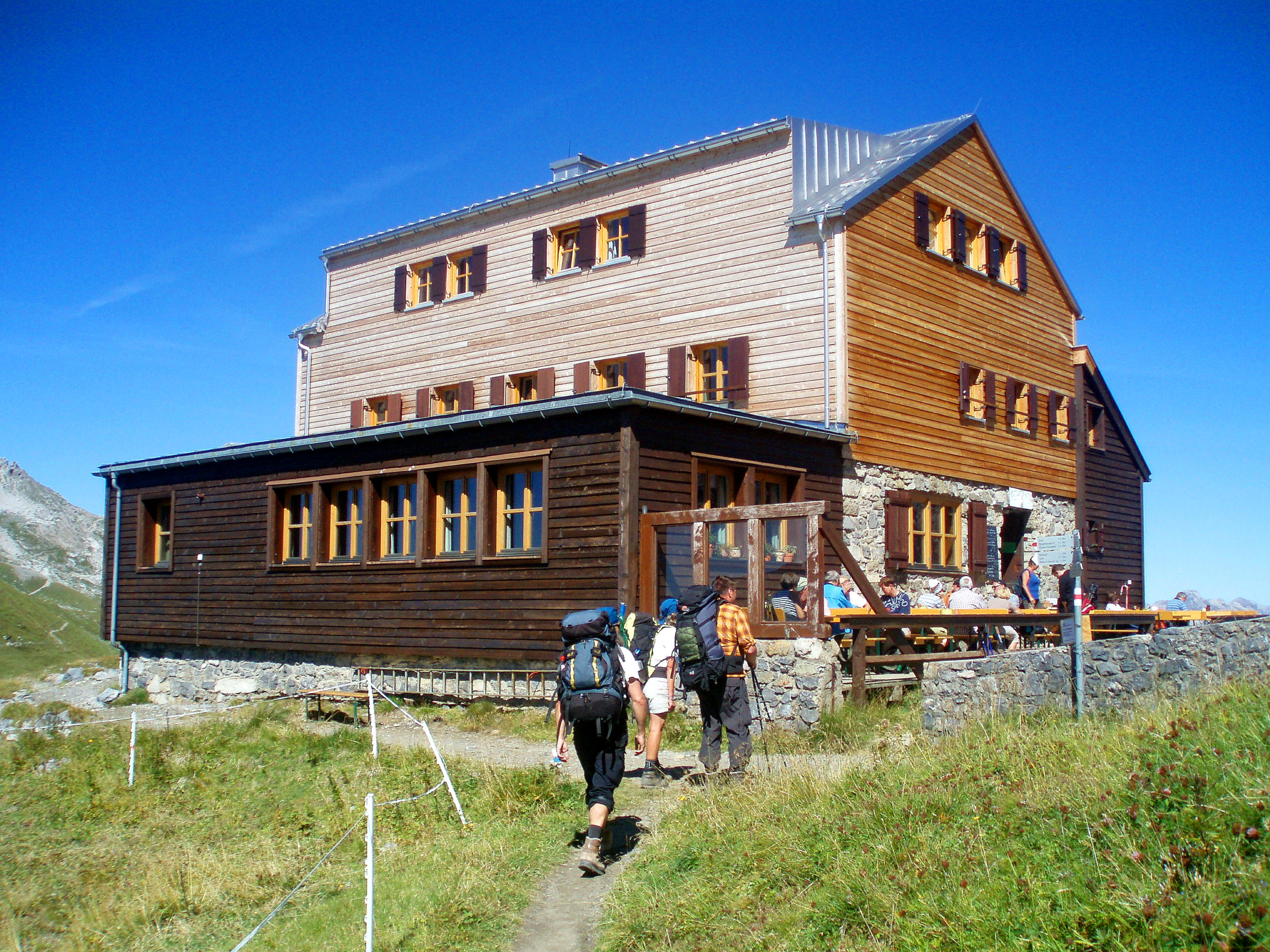
Stuttgarter Hütte
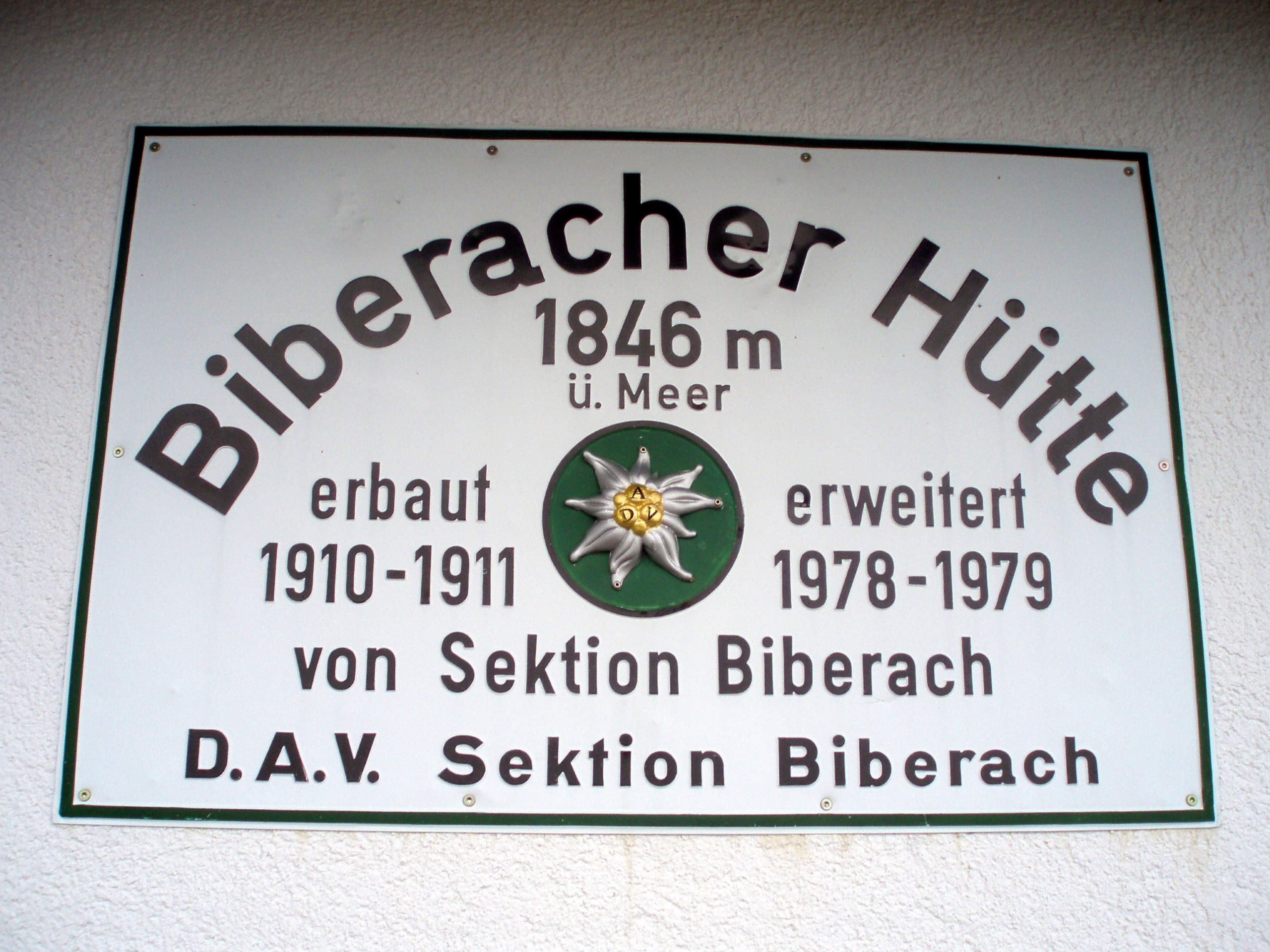
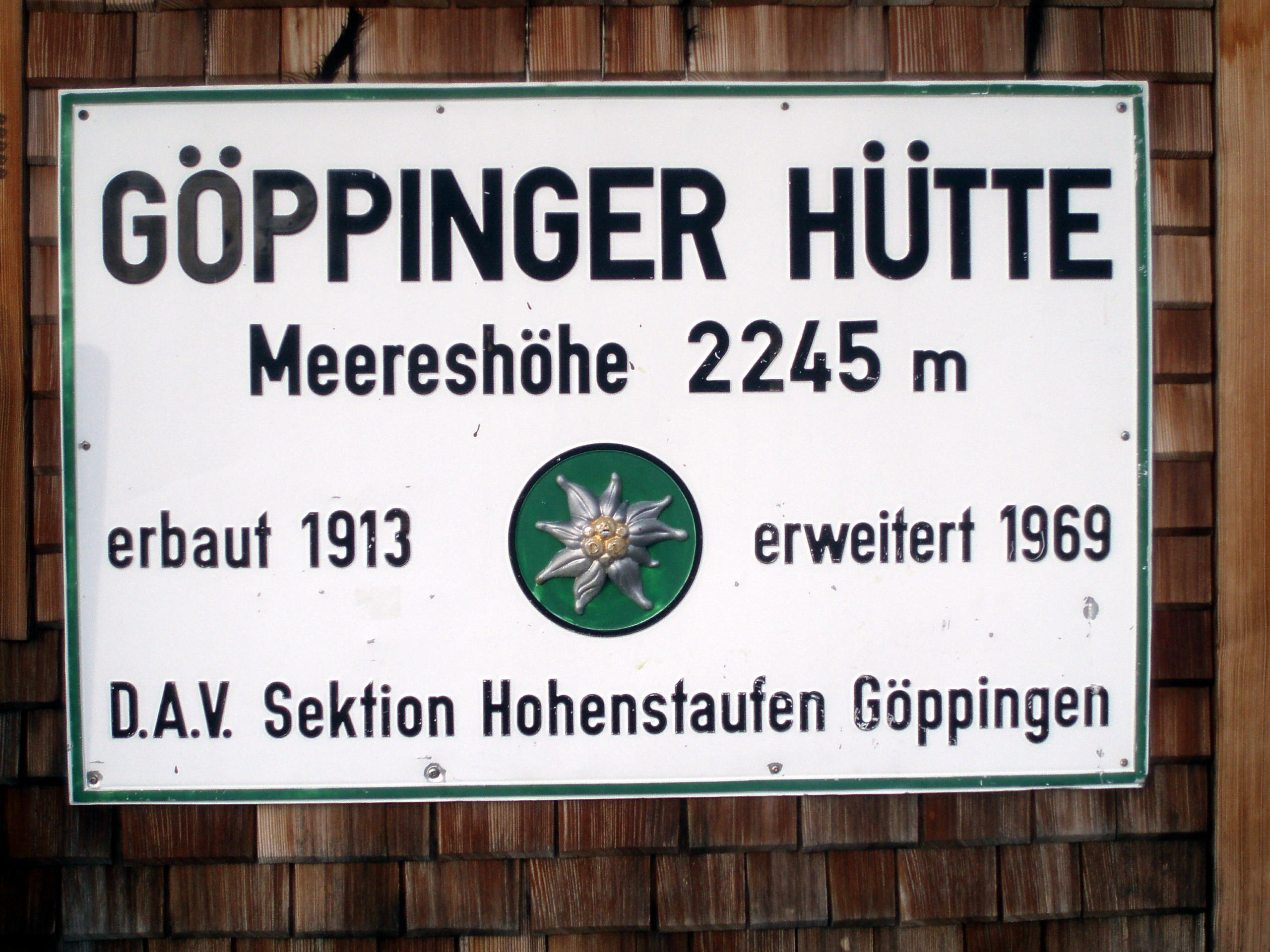
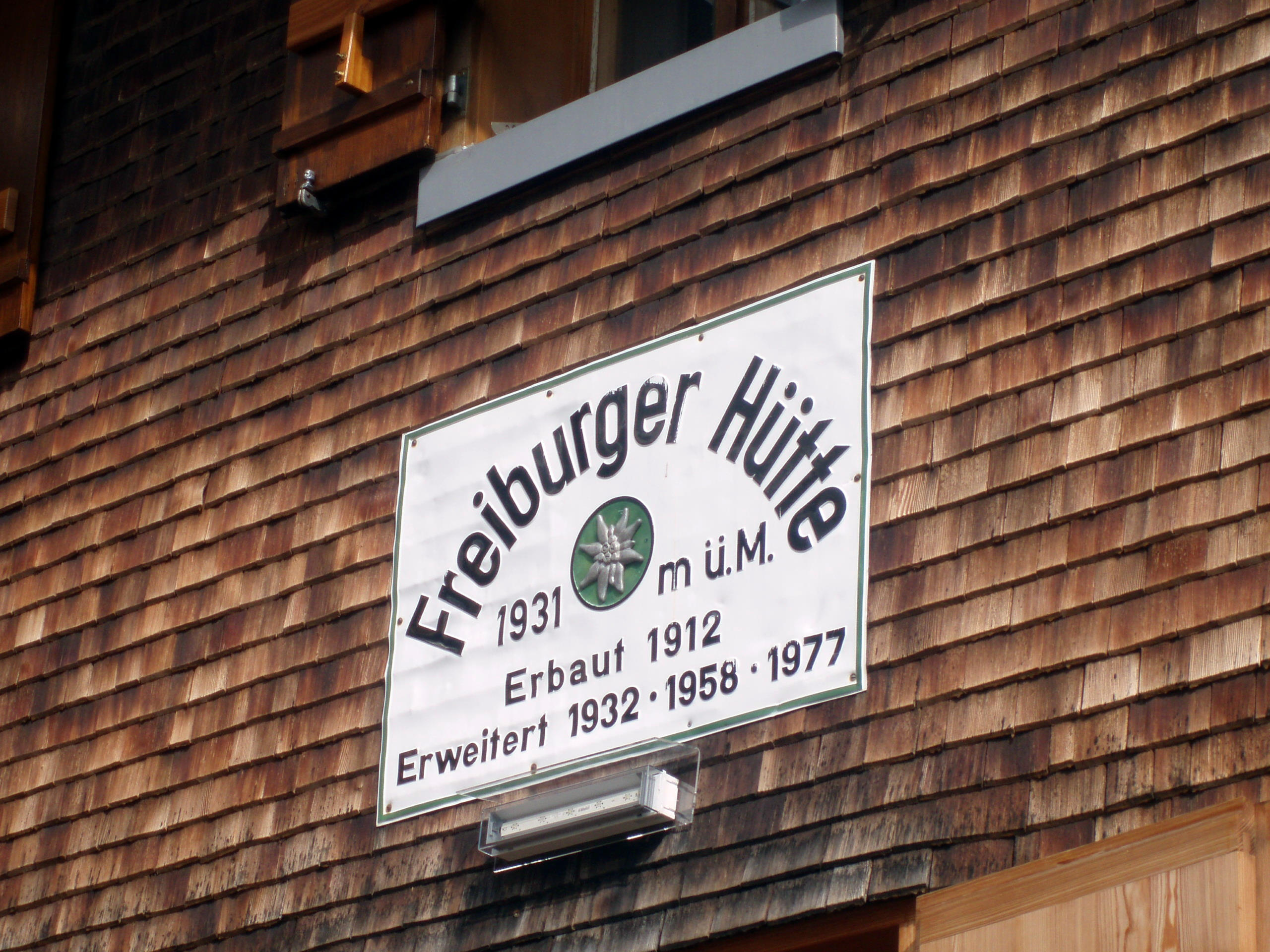
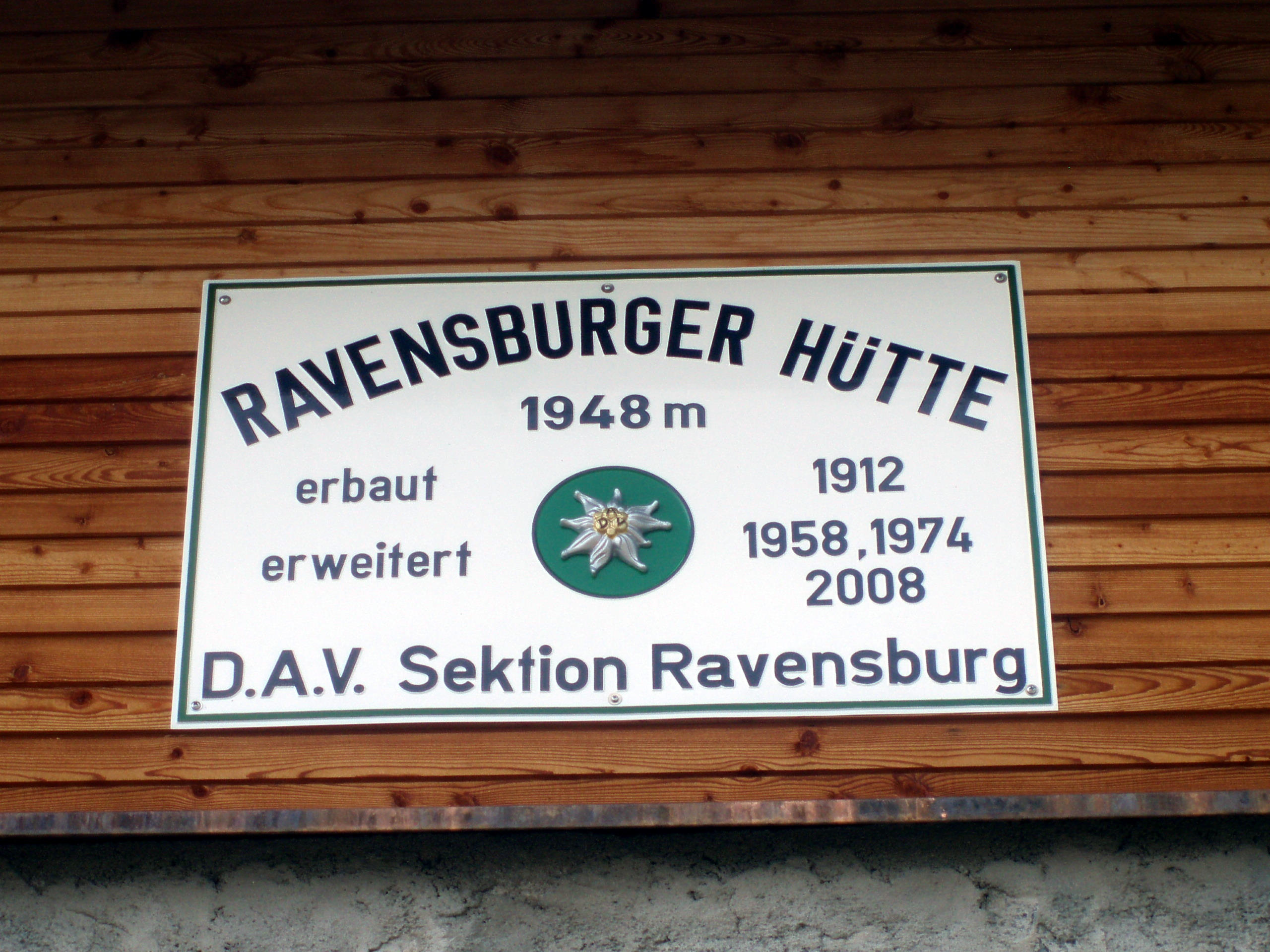
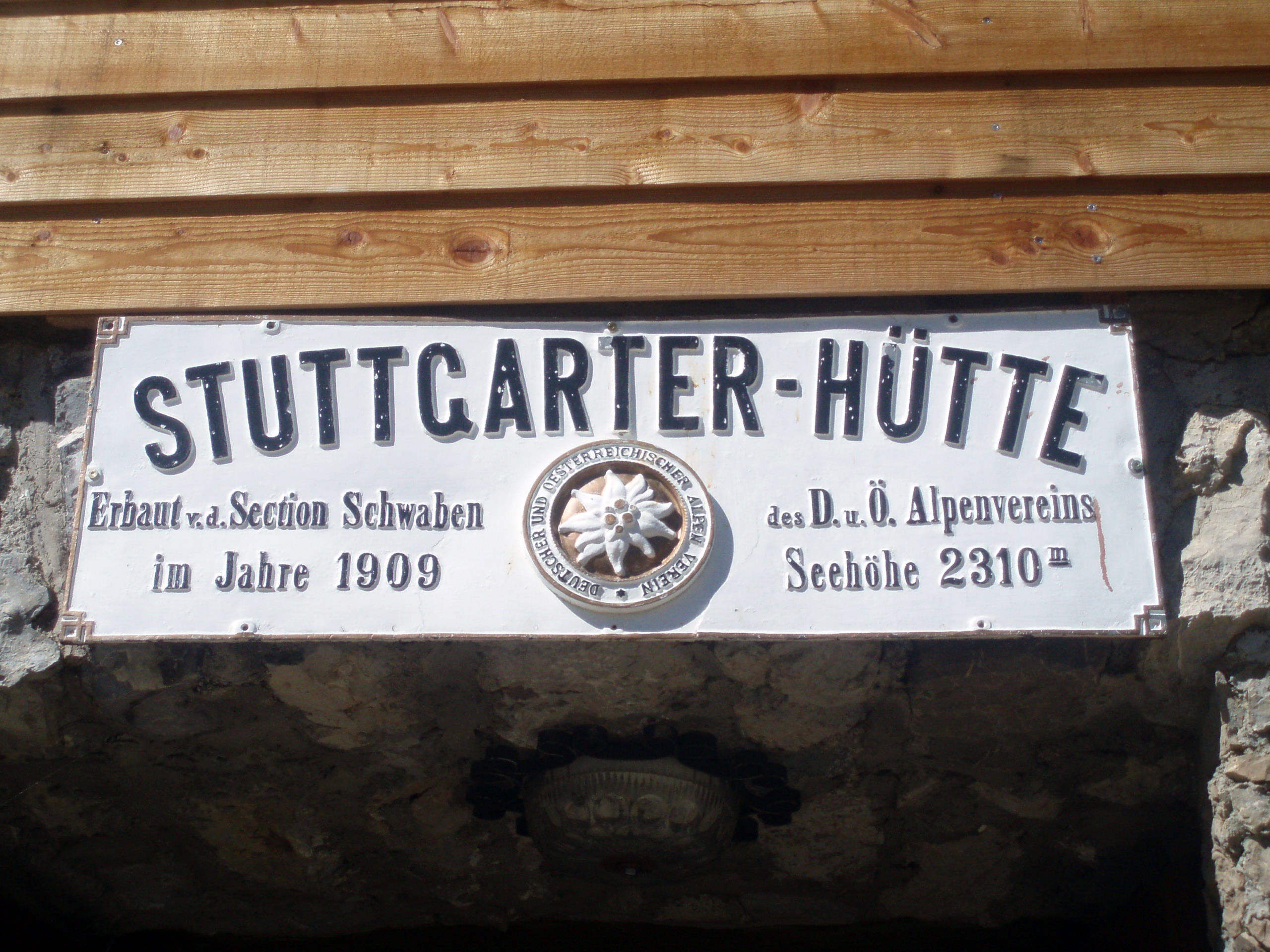

### Verlängerung

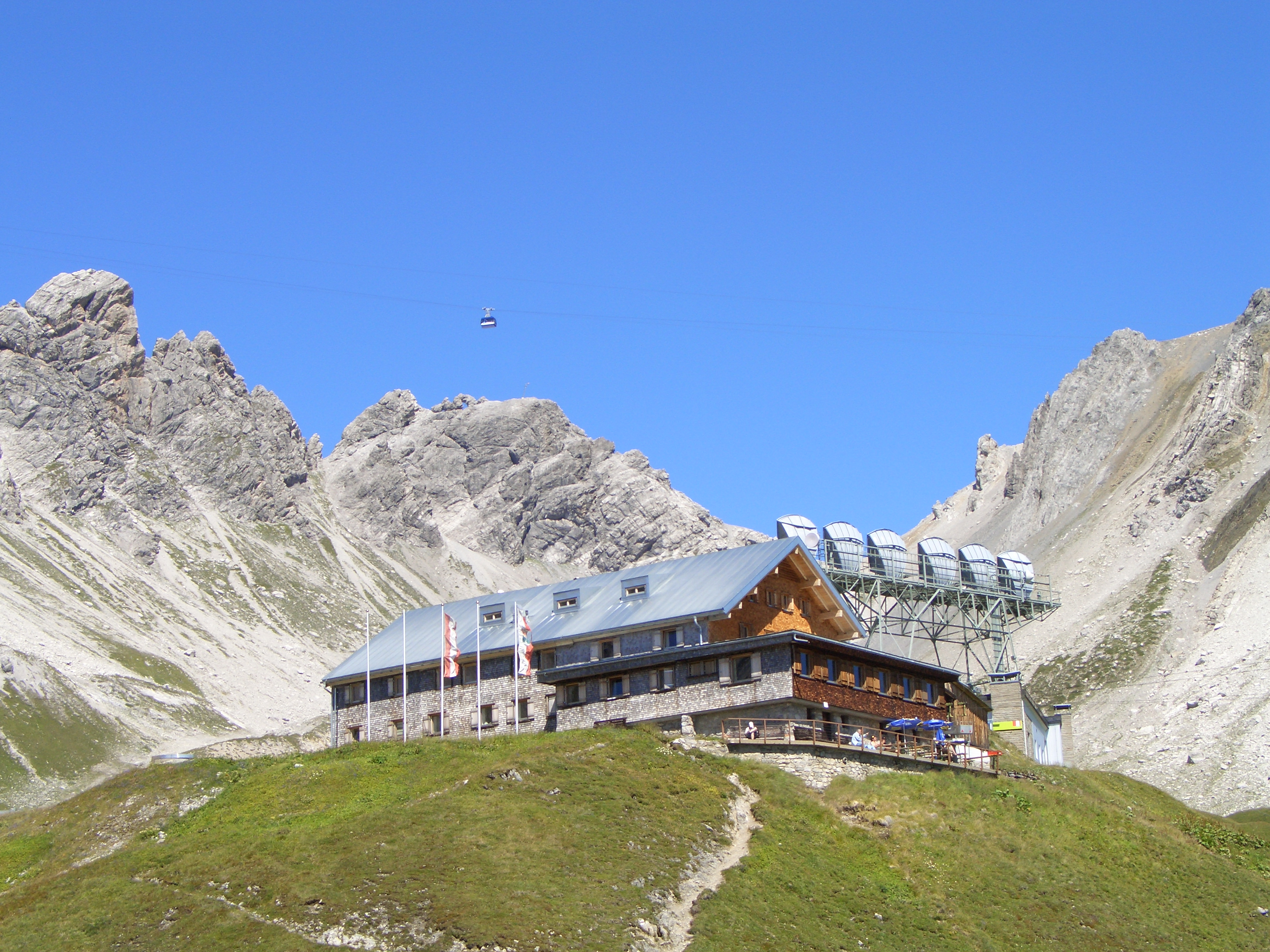
Die Ulmer Hütte vor dem Valfagehrjoch

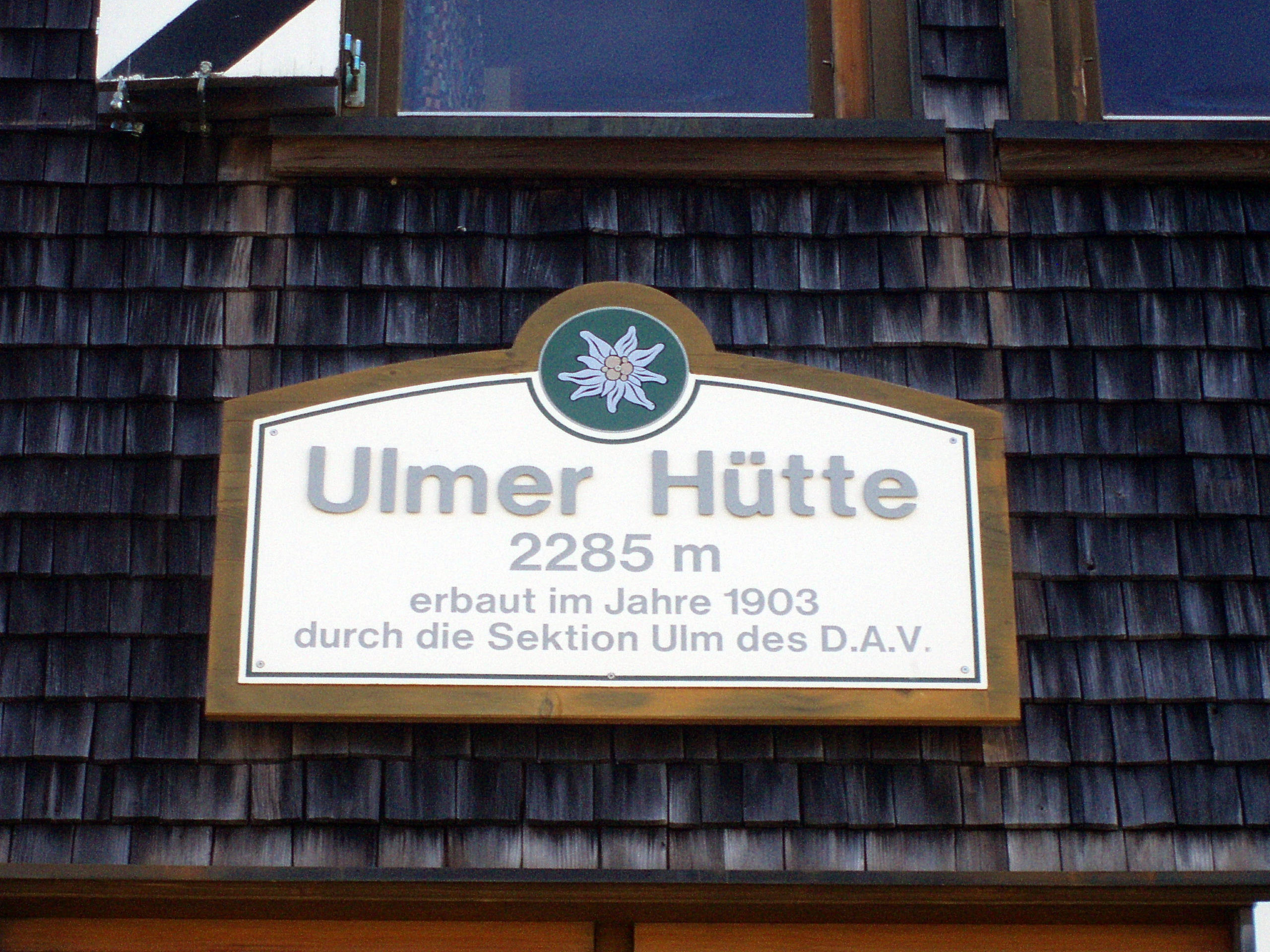
Tafel an der Ulmer Hütte

Wenn die Tour sieben statt sechs Tage dauern soll, bietet sich die Ulmer Hütte (2288 m ü. A.)
als Variante an. Dazu ab Zürs über den Flexenpass (1773 m ü. A.) zur Hütte aufsteigen, etwa sieben Stunden Gehzeit. Von der Ulmer Hütte aus Aufstieg zum Valfagehrjoch (2539 m ü. A.), ab hier entweder Aufstieg zur Valluga (2809 m ü. A.) und anschließender Abstieg zum Robert-Bosch-Weg, der als Höhenweg unterhalb der Roggspitze zur Stuttgarter Hütte führt, oder direkter Abstieg zum Robert-Bosch-Weg. Die kürzere Variante führt teilweise versichert über die Trittscharte.

## Aktuelles
In seiner Reihe Von Hütte zu Hütte hat der Deutsche Alpenverein in München im März 2012 eine Broschüre über die Lechquellenrunde in 25.000 Exemplaren herausgegeben, die neben einer Karte und der Wegbeschreibung inklusive Varianten alle aktuellen Daten zu den einzelnen Hütten wie Öffnungszeiten und Kontaktadressen beinhaltet.